# Andora na Mistrzostwach Świata w Lekkoatletyce 2015
Andora na Mistrzostwach Świata w Lekkoatletyce 2015 – reprezentacja Andory podczas Mistrzostw Świata w Pekinie liczyła 1 zawodniczkę, która nie zdobyła medalu.

## Występy reprezentantów Andory
| Konkurencja       | Zawodnik     | Eliminacje | Eliminacje | Finał    | Finał   |
| Konkurencja       | Zawodnik     | Rezultat   | Pozycja    | Rezultat | Pozycja |
| ----------------- | ------------ | ---------- | ---------- | -------- | ------- |
| Skok w dal kobiet | Claudia Guri | 5,59 m     | 31.        | NQ       | NQ      |